# Liste der Monuments historiques in Kerlouan
Die Liste der Monuments historiques in Kerlouan führt die Monuments historiques in der französischen Gemeinde Kerlouan auf.

## Liste der Bauwerke
| Bezeichnung                     | Beschreibung | Standort | Kennzeichnung | Schutzstatus | Datum | Bild           |
| ------------------------------- | ------------ | -------- | ------------- | ------------ | ----- | -------------- |
| Manoir de Kerivoas (Herrenhaus) |              | (Lage)   | PA29000042    | Inscrit      | 2001  | weitere Bilder |